# Govern de Latakia
Govern de Latakia és el nom que va rebre el fins aleshores anomenat Estat dels Alauites o Estat Alauita (Alauita) el 22 de setembre de 1930. El canvi tenia el suport actiu dels cristians, ja que el nom d'alauites donava molta visibilitat a la comunitat principal, els alauites majoritaris, però eludia el fet que hi havia un nombre important de cristians (de diverses confessions) i sunnites. El nom a més satisfeia als sunnites (partidaris de la unitat amb Síria) perquè eren majoritaris a Latakia.
El govern de Latakia fou integrat a l'estat de Síria el 5 de desembre de 1936 (amb efectes el 28 de febrer de 1937) però segregat altre cop i restablert el 1939. Finalment el 1942 l'estat fou suprimit i integrat a Síria
Vegeu Estat dels Alawites.